# Безпечна територія

Перевернутий рожевий трикутник, оточений зеленим колом, символізує солідарність у відстоюванні прав ЛГБТ і безпечну територію вільну від гомофобії.

Безпечна територія (англ. safe-space, safer-space або англ. positive space) — термін, який застосовується у школах і освітніх установах і використовується для вказівки на те, що вчитель або викладач не терпить насилля та переслідувань ЛГБТ-спільноти, тим самим створюючи безпечне місце для лесбійок, геїв, бісексуалів, трансгендерів і всіх інших студентів.
| Місце, де кожен може розслабитися і бути повністю незалежним у вираженні, не відчувати дискомфорту, небажаність до себе або небезпеку унаслідок біологічної статі, раси/етнічної приналежності, сексуальної орієнтації, гендерної ідентичності або самовираження, культурного походження, віку або фізичних або розумових здібностей; місце, де діють правила охорони почуття власної гідності кожної людини і місця, де всі поважають інших. Оригінальний текст (англ.) A place where anyone can relax and be fully self-expressed, without fear of being made to feel uncomfortable, unwelcome, or unsafe on account of biological sex, race/ethnicity, sexual orientation, gender identity or expression, cultural background, age, or physical or mental ability; a place where the rules guard each person's self-respect and dignity and strongly encourage everyone to respect others. |

У 1989 році організацією «GLUE» були розроблені програми безпечного простору. Під час різних заходів вони роздавали магніти з перевернутим рожевим трикутником, укладеними у зелене коло, що символізувало союз з геями, а також місця вільні від гомофобії.
Програму безпечної території використовують у вищих навчальних закладах по всій Канаді, в тому числі у університеті Торонто, університеті Британської Колумбії, а також у університеті Квінз.